# Phytomyza salviae
Phytomyza salviae är en tvåvingeart som beskrevs av Erich Martin Hering 1924. Phytomyza salviae ingår i släktet Phytomyza och familjen minerarflugor.
Artens utbredningsområde är Rumänien. Inga underarter finns listade i Catalogue of Life.